# Mormo nyctichroa
Mormo nyctichroa är en fjärilsart som beskrevs av George Francis Hampson 1908. Mormo nyctichroa ingår i släktet Mormo och familjen nattflyn. Inga underarter finns listade i Catalogue of Life.